# Bisbat de Como
El bisbat de Como (italià: diocesi de Como; llatí: Archidioecesis Montis Regalis) és una seu de l'Església catòlica, sufragània de l'arquebisbat de Milà, que pertany a la regió eclesiàstica Llombardia. El 2013 tenia 518.000 batejats d'un total 533.000 habitants. Actualment està regida pel bisbe Diego Coletti.

## Territori

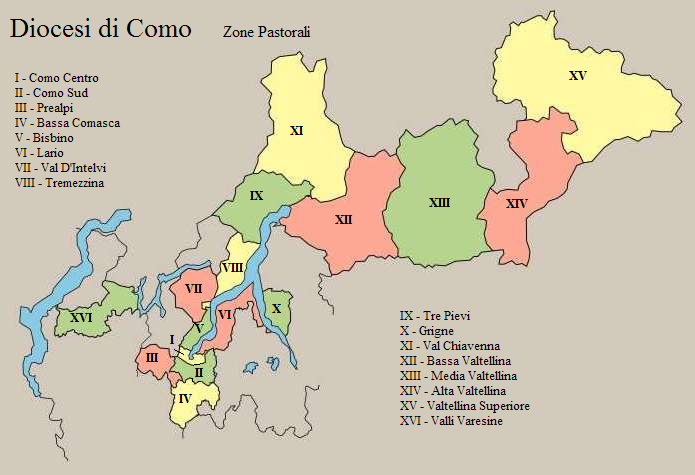
Mapa de la diòcesi

La diòcesi és molt extensa, i està entre les 10 diòcesis italianes més grans en termes de superfície. Comprèn la major part de la província de Como, a excepció de la Brianza i dels antics pievi de Appiano Gentile i de Porlezza, que formen part de l'arquebisbat de Milà. Formen part de la diòcesi comasca alguns municipis de la província de Lecco, tota la província de Sondrio i dues valls (Valcuvia i Val Marchirolo) de la província de Varese.
El territori, fins fa poc temps, estava dividit en 16 zones pastorals, a l'hora dividides en 338 parròquies. Les parròquies de Lomazzo San Vito i de Montorfano eren ambrosianes, sigui per ritu o per tradició diocesana, fins al 1981 i 1982 respectivament, en què passaren successivament al ritu romà. En canvi, la parròquia de Saltrio canvià en sentit invers, passant al ritu ambrosià.

### Vicariats
Des del 2011, la diòcesi de Como ha adoptat el sistema de divisió del territori diocesà en vicariats, en substitució de les zones pastorals precedents, per coordinar millor els objectius de les diverses comunitats. El vicariat neix de la unió d'un nombre més o menys ampli de parròquies (10-15 en el cas de les parròquies petites, 4-7 per a les més grans) a partir de condicions territorials favorables.
La diòcesi actualment està dividida en els següents 31 vicariats:
- Vicariat de Como
- Vicariat de Monte Olimpino
- Vicariat de Lipomo
- Vicariat de Rebbio
- Vicariat de Cernobbio
- Vicariat d'Olgiate Comasco
- Vicariat de Uggiate
- Vicariat de Cittiglio
- Vicariat de Canonica
- Vicariat de Marchirolo
- Vicariat de Fino Mornasco
- Vicariat de Cermenate
- Vicariat de Lomazzo
- Vicariat de Torno
- Vicariat de Bellagio
- Vicariat de San Fedele Intelvi
- Vicariat de Lenno
- Vicariat de Menaggio
- Vicariat de Mandello del Lario
- Vicariat de Gravedona
- Vicariat de Chiavenna
- Vicariat de Gordona
- Vicariat de Colico
- Vicariat de Morbegno
- Vicariat de Talamona
- Vicariat de Berbenno di Valtellina
- Vicariat de Sondrio
- Vicariat de Tresivio
- Vicariat de Tirano
- Vicariat de Grosio
- Vicariat de Bormio

## Activitat pastoral

### Pastoral dels joves

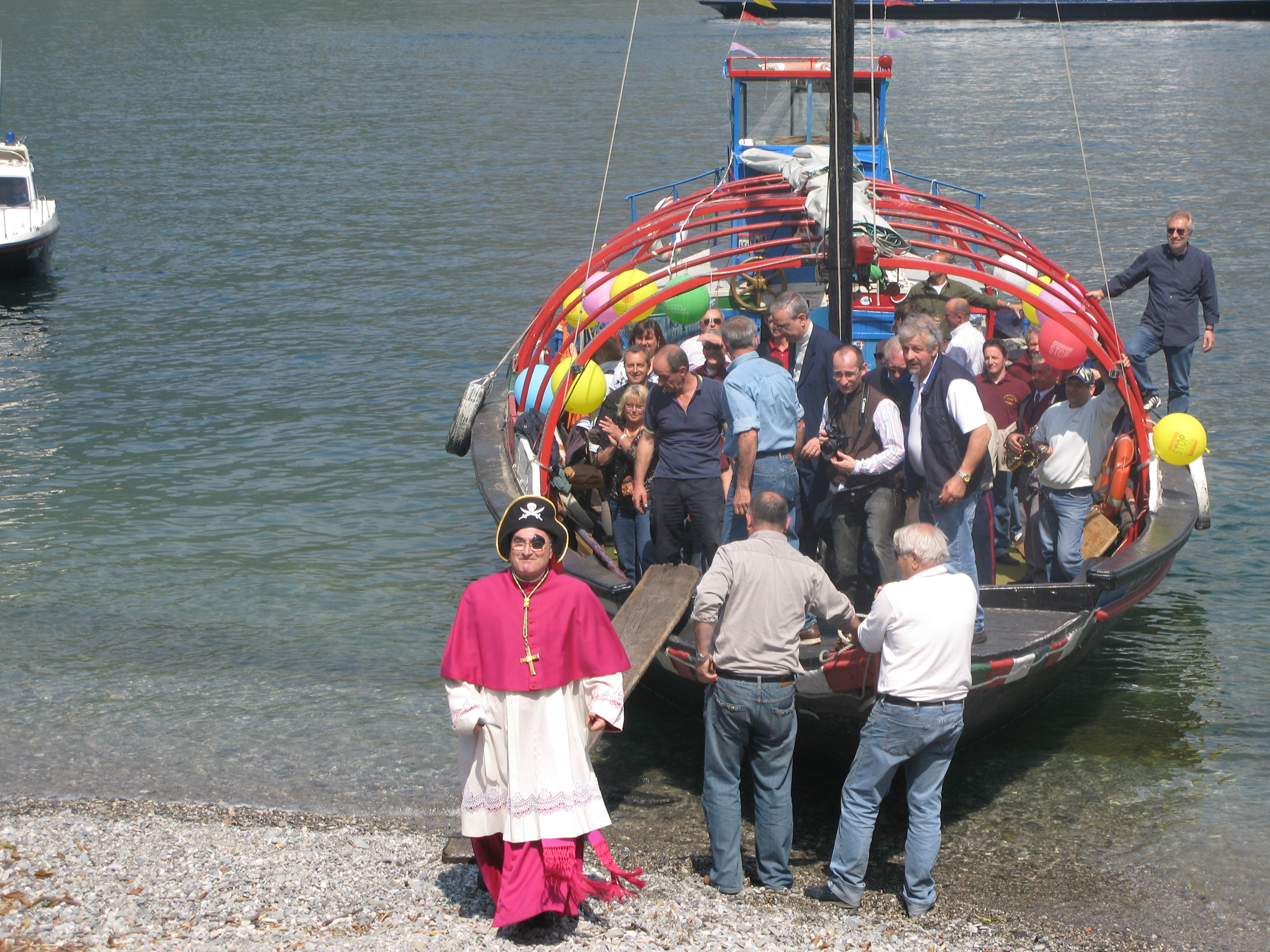
El bisbe Diego Coletti, disfressat de pirata, mentre es dirigeix al "Molo 14" (edició de 2008)

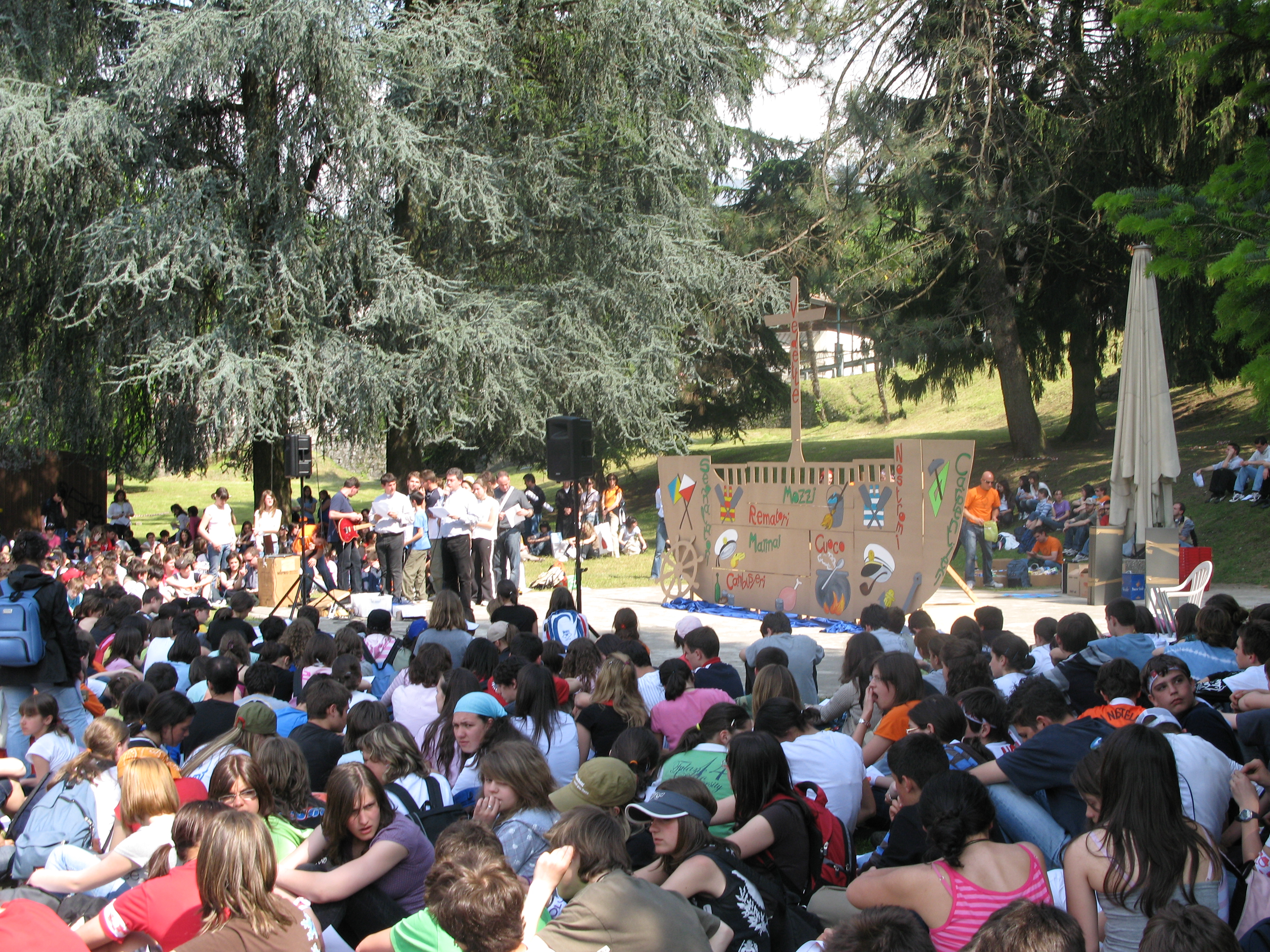
Els joves del "Molo 14" (2008) en una activitat de grup

Des de 1989, una de les propostes pastorals més importants adreçades als joves de la diòcesi és el "Pier 14", una trobada dels joves de catorze anys durant les activitats de masses i de grup, dissenyat com una oportunitat per al control de la ruta cristiana personal i col·lectiva .
La fórmula s'ha establert en els últims anys: des del 2004 el "Pier 14" es va celebrar a Bellagio, al llogaret de San Giovanni, el primer o el segon diumenge de maig. Aquest complex disposa d'un moll amb l'aterratge utilitzable, una gran plaça per a la celebració, amb vistes al llac i un parc públic proper. La diòcesi ha triat Bellagio com a seu per a l'esdeveniment, ja que es troba en posició mitjana que fa al seu territori, que s'estén per tota la província de Como, però a més conté tota la Valtellina i la Valchiavenna.
L'ambientació de fons és una metàfora llac-marineria, que implica tot el dia, perquè els joves es divideixen en grups com ara "remers", "mossos", "cuiners" i han de ser "vacunats" contra diverses malalties (els pecats) que poden comprometre la salut dels homes de la mar. Les parròquies participants porten amb si el seu propi "diari" i el bisbe és semidisfressat de pirata, amb un pegat negre i un ganxo. Dins d'aquest ambient els joves, que han rebut la confirmació, normalment un any abans, estan cridats a viure la seva fe per un dia en estreta comunió amb els seus companys i el pastor de l'església local i, per tant, arriben a Bellagio amb ferries i vaixells, participen en una missa a l'aire lliure celebrada pel Bisbe, esmorzen, poden jugar lliurement, pregar i cantar junts.
El dia no és, però, va acabar en si mateix: si, d'una banda, en les seves comunitats, els joves es preparen espiritualment (amb reunions de catequesi) i físicament (amb la construcció de "quaderns de bitàcola") pel "Pier 14", d'altra banda, al final de l'esdeveniment, el bisbe lliura als nois símbols o llibres, per treballar junts en el futur, deixant com a més tard la verificació i la trobada del "Dos dies joves", que se celebra cada any en diferents llocs de la diòcesi.

### Pastoral vocacional
Diversos anys han passat des que la diòcesi, sobretot sota l'impuls del bisbe Alessandro Maggiolini, va començar a viure el tercer dissabte de cada mes, tots els mesos, un pelegrinatge mensual a l'ermita de la Mare de Déu del Socors, sobre Ossuccio, on els joves de la diòcesi es van reunir a la vigília de la Jornada Mundial de Pregària per les Vocacions.
Donat l'èxit d'aquesta iniciativa, al llarg dels anys ha decidit oferir un pelegrinatge similar, a la vegada, el tercer dissabte de cada mes, en altres llocs de la diòcesi.

## Història
Va ser Ambròs, bisbe de Milà entre 374 i 397, qui consagrà Felice bisbe de Como l'1 de novembre de 386. Se suposa, tenint en compte la relació epistolar entre els dos, que va enviar a evangelitzar el vast territori del municipium de Como i només en aquest sentit es pot dir que el Milan és l'"església mare" de l'Església de Como, ja que per tota la resta, és a dir, la litúrgia o l'organització comunitària no mostra dependència. No tenim una altra notícia. La primera documentació de l'autoritat metropolitana a la qual es referia a l'església es remunta al Cisma tricapitolí, quan clarament Como reconeigué la seva dependència d'Aquileia.
La missió confiada a Felice senyalava, a finals del segle iii, el predecessor d'Ambròs, Materno, a Fedele. Aquests haurien haver assolit cert èxit perquè, al voltant de 303, quan van arribar a Milà uns pocs supervivents de la destrucció de la legió tebana, Fedele els hauria fet fugir amb ell a Com. Aquí Alessandro va ser arrestat mentre que Carpoforo, Cassio, Essanto, Severo, Secondo i Licinio van ser martiritzats, seguit de prop pels Fidels. Els cossos dels màrtirs van ser recuperats del primer bisbe Fèlix, que els va col·locar en la primera església cristiana a Como, situat en un temple dedicat a Mercuri.
La confiança de Fedele, però, sembla donar testimoni de la presència d'una comunitat local des de l'època de les persecucions de Dioclecià i Maximià, en el període 303-305. La pressió repressiva, per contra, s'esgotaria en uns pocs anys, l'any 313, amb l'edicte de Milà. Però s'hauria de tractar d'una petita comunitat dels fidels, fins i tot mancada de diaques, segons el suggerit per les consideracions d'Ambròs en les dues cartes a Felice que no es conserven, en relació amb les dificultats trobades pel primer bisbe de Como, en el qual celebrar adequadament la missa.
El 554 molts bisbes occidentals, inclosos els de Milà i Aquileia, no va acceptar les conclusions del Concili de Constantinoble III, en què el Papa Vigili es va veure obligat, per la força, a signar la condemna d'alguns escrits de tres autors que van tenir part activa el Concili de Calcedònia, anomenat dels "Tres Capítols". Implícitament, amb aquest moviment, l'emperador Justinià I volia congraciar-se amb els monofisites, que ja havien estat condemnats a Calcedònia. En aquest punt es delineà l'anomenat cisma tricapitolí: pel fet que els bisbes occidentals no volien negar Calcedònia, va rebutjar la condemna dels Tres Capítols. Amb motiu d'aquesta lleialtat es dedicaren a Grado (seu del Patriarcat d'Aquilea) i a la diòcesi de Como, algunes esglésies Santa Eufemia, patrona de Calcedònia .
Al voltant de 570, el bisbe de Milà) va recompondre el cisma amb Roma. No obstant això, entre 606 i 608, Como es va mantenir en la seva posició de rebuig a la condemna dels Tres Capítols i se'n va anar, llavors, per ser part de la província eclesiàstica d'Aquileia, que va adoptar el ritu particular conegut com a patriarcal, que es va mantenir en vigor fins al 1598 quan, no sense dificultat, el Papa Climent VIII va imposar el ritu romà. El cisma de Como va ser recompost en 698, gràcies a la intervenció del rei longobard Cunipert.

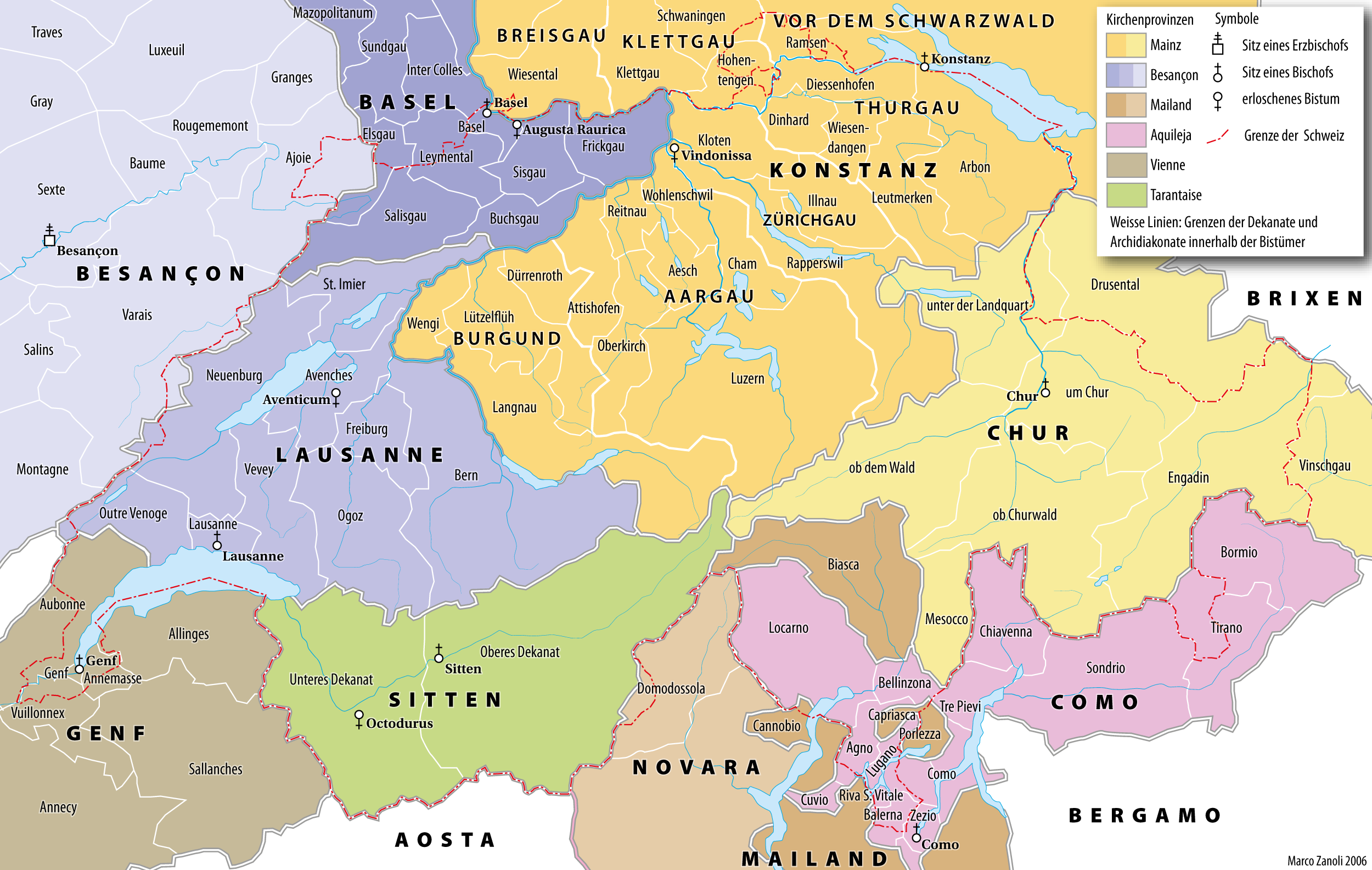
Subdivisió eclesiàstica històrica de Suïssa i de les zones adjacents. En rosa apareix el territori històric de la diòcesi de Como, quan comprenia terres avui pertanyents a les diòcesis suïsses de Lugano i Chur.

La Diòcesi de Como venera com a sant un bisbe, Agrippino (bisbe del 607 al 617), que hauria quedat fidel al Concili de Calcedònia, i seguí oposant-se fins i tot a la Santa Seu, que havia acceptat el compromís de Vigília i el seu successor. Encara que fortament sospitós de ser cismàtic, sempre s'ha considerat sant, juntament amb els altres primers bisbes de la seu comense.
Durant l'edat mitjana, els bisbes de Como van tenir relacions amb els reis i emperadors, que va permetre que molts privilegis i regals (especialment a Valtellina i en l'actual Cantó Ticino), incloent-hi el títol de comte; els bisbes de Como també van governar civilment major part del territori diocesà com a senyors feudals (bisbe-comte) de l'emperador.
La diòcesi va ser sufragània del Patriarcat d'Aquilea fins a la supressió d'aquest (1751), i després va passar a la jurisdicció de Gorizia, i finalment va passar a la província eclesiàstica de Milà (1789).
Fins al 1870 va pertànyer a la diòcesi de Como a gran part del cantó de Ticino; fins i tot en aquest cas, però, alguns districtes, com les tres valls altes de Blenio, Leventina i Riviera, pertanyien a l'arxidiòcesi de Milà i encara segueixen el ritu ambrosià. Finalment, en el mateix període, els municipis de Grigioni italiano de Poschiavo i de Brusio es van separar de la diòcesi de Como i s'incorporaren a la de Chur, després del concordat entre Suïssa i la Santa Seu del 23 octubre de 1869, en vigor des del 29 d'agost de 1870.
Durant el Risorgimento, el govern italià va impedir que el bisbe Luigi Nicora per prendre possessió de la diòcesi, no donar-li l'exequatur.

## Cronologia episcopal
- San Felice † (386 - 391)
- San Probino † (391 - 420)
- Sant'Amanzio † (420 - 450)
- Sant'Abbondio † (450 - 489)
- San Console † (489 - 495 ?)
- Sant'Esuperanzio † (495 - 512 ?)
- Sant'Eusebio † (512 - 525 ?)
- Sant'Eutichio † (525 - 539 ?)
- Sant'Eupilio † (539 - ?)
- San Flaviano I † (?)
- San Prospero † (?)
- Giovanni I de Orchi † (? - 3 d'agost de 558 mort)
- Sant'Agrippino † (607 - 617 ?) (tricapitolí)
- San Rubiano † (?)
- Sant'Adalberto † (?)
- San Martiniano † (?)
- San Vittorino † (?)
- San Giovanni II † (?)
- San Giovanni III † (?)
- Sant'Ottaviano † (?)
- San Benedetto I † (?)
- San Flaviano II † (? - 712 ?)
- Adeodato † (712 - 730 ?)
- Gausoaldo † (730 - ?)
- Angilberto I † (? - 750 ?)
- Lupo † (750 - ?)
- Teodolfo † (?)
- Adelongo † (? - 776 ?)
- Pietro I † (776 - 818 ?)
- Leone I † (823 - 838 ?)
- Perideo † (840 - 843)
- Amalrico † (844 - 865 ?)
- Angiberto II † (866 - 880 ?)
- Liutardo † (888 - 905)
- Valperto † (911 - 914)
- Valperto † (915 - ?)
- Pietro II † (? - 921 ?)
- Azzone † (922 - 945 ?)
- Ubaldo † (946 - 967)
- Adelgisio † (970 - 980)
- Pietro III † (981 - 1004)
- Everardo † (1004 - 1010)
- Alberico † (1010 - 1027)
- Litigerio † (1028 - 1048)
- Bennone † (1050 - 1061)
- Rainaldo † (1062 - 1084 mort)
- Eriberto † (1085 - 1088)
- Artuico † (1088 - 1096)
- Guido Grimoldi † (1096 - 1125 mort)
- Ardizzone I † (1125 - 1161)
- Enrico della Torre † (1162 - 1165)
- Giovanni IV (1167 - 1168 renuncià)
- Anselmo dei Raimondi o della Torre † (1168 - 1 d'abril de 1193 mort)
- Ardizzone II † (1193 - 1204 mort)
- Beat Guglielmo Della Torre † (1204 - 21 d'octubre de 1226 mort)
- Uberto di Sala † (1227 - 1259 mort)
- Leone degli Avvocati † (1259 - 1261 renuncià)
- Raimondo della Torre † (1261 - 1274 nomenat patriarca d'Aquileia)
- Giovanni degli Avvocati † (1274 - 15 de febrer de 1293 mort)
- Leone Lambertenghi, O.F.M. † (24 d'abril de 1293 - 1325 mort)
- Benedetto di Asinago (Asinaga) † (1 de gener de 1328 - 1339 mort)
- Beltramino Paravicini † (1339 - 5 de setembre de 1340 nomenat bisbe de Bolonya)
- Bonifacio Quadri † (7 de novembre de 1340 - 1351 mort)
- Bernardo, O.Cist. † (1352 - 1356 nomenat bisbe de Ferrara)
- Andrea degli Avvocati † (1356 - 1363 mort)
- Stefano Gatti † (1364 - 1369 mort)
- Enrico da Sessa † (22 d'octubre de 1369 - juliol o agost de 1380 mort
- Beltramo da Brossano † (juliol o agost de 1380 - 1395 mort)
- Luchino da Brossano (Borsano) † (19 de gener de 1396 - 1408 mort)
- Guglielmo Pusterla (1409 - 1416 mort)
- Antonio Turconi, O.F.M. † (1409 - 1420 renuncià) (antibisbe)
- Francesco Bossi † (1420 - 1435 mort)
- Giovanni Barbavara † (13 de juny de 1435 - 6 de març de 1437 nomenat bisbe de Tortona)
- Gerardo Landriani Capitani † (6 de març de 1437 - 9 d'octubre de 1445 mort)
- Bernardo Landriano † (18 de març de 1446 - d'agost de 1451 mort)
- Antonio Pusterla † (16 de juliol de 1451 - 3 de novembre de 1457 mort)
- Martino Pusterla † (19 de desembre de 1457 - 1460 mort)
- Lazzaro Scarampi † (20 d'agost de 1460 - 1466 mort)
- Branda Castiglioni † (8 d'octubre de 1466 - 16 de juliol de 1487 mort)
- Antonio III Trivulzio, O.C.R.S.A † (27 d'agost de 1487 - 18 de març de 1508 mort)
- Scaramuccia Trivulzio (o Scaramuzzo) † (14 d'abril de 1508 - 8 de gener de 1518 renuncià)
- Antonio IV Trivulzio † (8 de gener de 1518 - 1519 mort)
- Scaramuccia Trivulzio (o Scaramuzzo) † (1519 - 5 d'agost de 1527 mort)
- Cesare Trivulzio † (1527 - 1548)
- Bernardino della Croce, B. † (24 de setembre de 1548 - 1559 renuncià)
- Gianantonio Volpi † (17 d'abril de 1559 - 30 d'agost de 1588 mort)
- Feliciano Ninguarda, O.P. † (17 d'octubre de 1588 - 5 de gener de 1595 mort)
- Filippo Archinti † (17 de juliol de 1595 - 1621 renuncià)
- Aurelio Archinti † (4 de juny de 1621 - 19 de setembre de 1622 mort)
- Desiderio Scaglia, O.P. † (14 de novembre de 1622 - 1626 renuncià)
- Lazzaro Carafino † (7 de gener de 1626 - 15 de juny de 1665 mort)
- Ambrogio Torriani † (15 de desembre de 1666 - 9 d'octubre de 1679 mort)
- Carlo Stefano Anastasio Ciceri † (13 de maig de 1680 - 24 de juny de 1694 mort)
- Stefano Menati † (18 de setembre de 1694 - 5 d'agost de 1695 mort)
- Francesco Bonesana, C.R. † (14 de novembre de 1695 - 21 de desembre de 1709 mort)
- Giuseppe Olgiati † (26 de gener de 1711 - 23 de setembre de 1735 renuncià)
- Alberico Simonetta † (26 de setembre de 1735 - 11 de març de 1739 mort)
- Paolo Cernuschi † (22 de juny de 1739 - 15 d'abril de 1746 mort)
- Agostino Maria Neuroni, O.F.M.Cap. † (14 de juny de 1746 - 22 d'abril de 1760 mort)
- Giovanni Battista Peregrini Albrici † (21 de juliol de 1760 - 5 d'agost de 1764 mort)
- Giambattista Muggiasca † (25 de novembre de 1764 - 1789)
- Giuseppe Bertieri, O.E.S.A. † (14 de desembre de 1789 - 26 de març de 1793 nomenat bisbe de Pavia)
- Carlo Rovelli, O.P. † (17 de juny de 1793 - 1819 mort)
- Giambattista Castelnuovo † (1821 - 23 de desembre de 1831 mort)
- Carlo Romanò † (20 de gener de 1834 - 15 de novembre de 1855 mort)
- Giuseppe De març derati † (25 de juny de 1858 - 25 de març de 1865 mort)
- Pietro Carsana † (27 d'octubre de 1871 - 1887 mort)
  - Luigi Nicora † (1887 - 27 de novembre de 1890 mort) (bisbe electe)
- Beato Andrea Carlo Ferrari † (1 de juny de 1891 - 21 de maig de 1894 nomenat arquebisbe de Milà)
- Teodoro Valfrè di Bonzo † (18 de març de 1895 - 3 de març de 1905 nomenat arquebisbe de Vercelli)
- Alfonso Archi † (8 de setembre de 1905 - 16 de novembre de 1925 nomenat arquebisbe titular de Dara)
- Adolfo Luigi Pagani † (30 d'abril de 1926 - 1 de febrer de 1930 mort)
- Alessandro Macchi † (30 de juny de 1930 - 1 d'agost de 1947 mort)
- Felice Bonomini † (21 de novembre de 1947 - 1 de novembre de 1974 mort)
- Teresio Ferraroni † (1 de novembre de 1974 - 31 de gener de 1989 jubilat)
- Alessandro Maggiolini † (31 de gener de 1989 - 2 de desembre de 2006 jubilat)
- Diego Coletti, dal 2 de desembre de 2006

## Estadístiques
A finals del 2013, la diòcesi tenia 518.000 batejats sobre una població de 533.000 persones, equivalent 97,2% del total.
| any  | població | població | població | sacerdots | sacerdots       | sacerdots       | sacerdots             | diaques | religiosos | religiosos | parroquies |
| ---- | -------- | -------- | -------- | --------- | --------------- | --------------- | --------------------- | ------- | ---------- | ---------- | ---------- |
| any  | batejats | total    | %        | total     | clergat secular | clergat regular | batejats por sacerdot | diaques | homes      | dones      |            |
| 1950 | 379.321  | 380.000  | 99,8     | 718       | 562             | 156             | 528                   |         | 219        | 2.013      | 360        |
| 1970 | 455.000  | 459.885  | 98,9     | 730       | 500             | 230             | 623                   |         | 275        | 2.285      | 374        |
| 1980 | 502.700  | 506.800  | 99,2     | 676       | 476             | 200             | 743                   |         | 220        | 1.900      | 374        |
| 1990 | 500.000  | 501.000  | 99,8     | 659       | 469             | 190             | 758                   |         | 232        | 1.524      | 341        |
| 1999 | 518.272  | 525.460  | 98,6     | 630       | 436             | 194             | 822                   | 5       | 242        | 1.268      | 341        |
| 2000 | 510.000  | 518.000  | 98,5     | 619       | 429             | 190             | 823                   | 7       | 237        | 1.251      | 341        |
| 2001 | 510.000  | 518.000  | 98,5     | 637       | 456             | 181             | 800                   | 7       | 224        | 1.037      | 341        |
| 2002 | 518.000  | 525.000  | 98,7     | 606       | 425             | 181             | 854                   | 9       | 223        | 1.010      | 341        |
| 2003 | 518.000  | 525.000  | 98,7     | 598       | 420             | 178             | 866                   | 8       | 220        | 1.000      | 341        |
| 2004 | 518.000  | 525.000  | 98,7     | 581       | 418             | 163             | 891                   | 9       | 204        | 881        | 338        |
| 2006 | 523.000  | 533.000  | 98,1     | 593       | 417             | 176             | 881                   | 9       | 208        | 850        | 338        |
| 2013 | 518.000  | 533.000  | 97,2     | 517       | 376             | 141             | 1.001                 | 11      | 176        | 138        | 338        |